# Byggnadsakustik

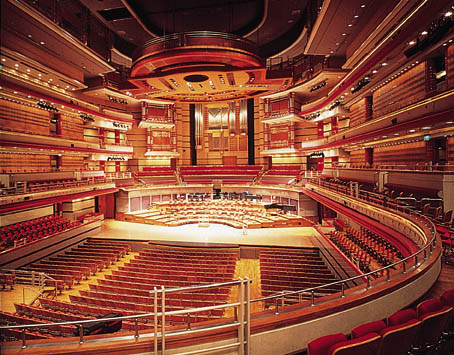
Symphony Hall i Birmingham är ett exempel på tillämpning av byggnadsakustik.

Byggnadsakustiken behandlar ljud och akustik i byggnader, och då främst ljudisolering och bullerreduktion, medan ljudförmedling och efterklang i rum behandlas inom rumsakustiken. Ibland, speciellt i engelskspråkiga länder, används istället termen arkitekturell akustik, vilket då inkluderar rumsakustik.
Ljud inuti en byggnad kan delas upp i olika kategorier. Indelningen mellan stomljud (exempelvis stegljud) och luftljud är vanlig. Med stomljud menas ljud som alstrats direkt mot stommen genom till exempel hammarslag eller gående människor. Luftljud är i stället ljud som alstras ut i luften från tal, musik, högtalarljud etc. 
Trumljud eller gångljud är det ljud som uppstår i samma rum som man befinner sig och alstras på samma sätt som stegljud, det vill säga genom exempelvis slag, tappade nycklar eller gång, men stegljud är det ljud som stör någon i ett annat rum, vanligtvis under den som går.